# Al-Hakim al-Naysaburi
Muhammad ibn Abdallah al-Hakim al-Naysaburi (arabiska: محمد بن عبدالله الحاكم النيسابوري), född 933, död 1014, även känd som Ibn Bayyi och al-Hakim al-Naysaburi, var en historiker och traditionalist från Neyshabur i Khorasan. Han har kompilerat en hadithsamling som heter Mustadrak och som innehåller ett tafsirkapitel.